# Stazione di Bardonecchia

Entrata italiana del traforo ferroviario del Frejus, distante poche centinaia di metri dalla stazione

La stazione di Bardonecchia è una stazione ferroviaria posta sulla linea del Frejus, a servizio dell'omonimo comune. È la terza stazione più alta della rete FS dopo Brennero e Rivisondoli, e la più occidentale d’Italia.
Posta immediatamente prima dell'imbocco del traforo del Frejus, è l'ultima stazione in territorio italiano prima del confine francese; il ruolo di stazione di confine spetta tuttavia alla stazione di Modane, la prima in territorio francese.

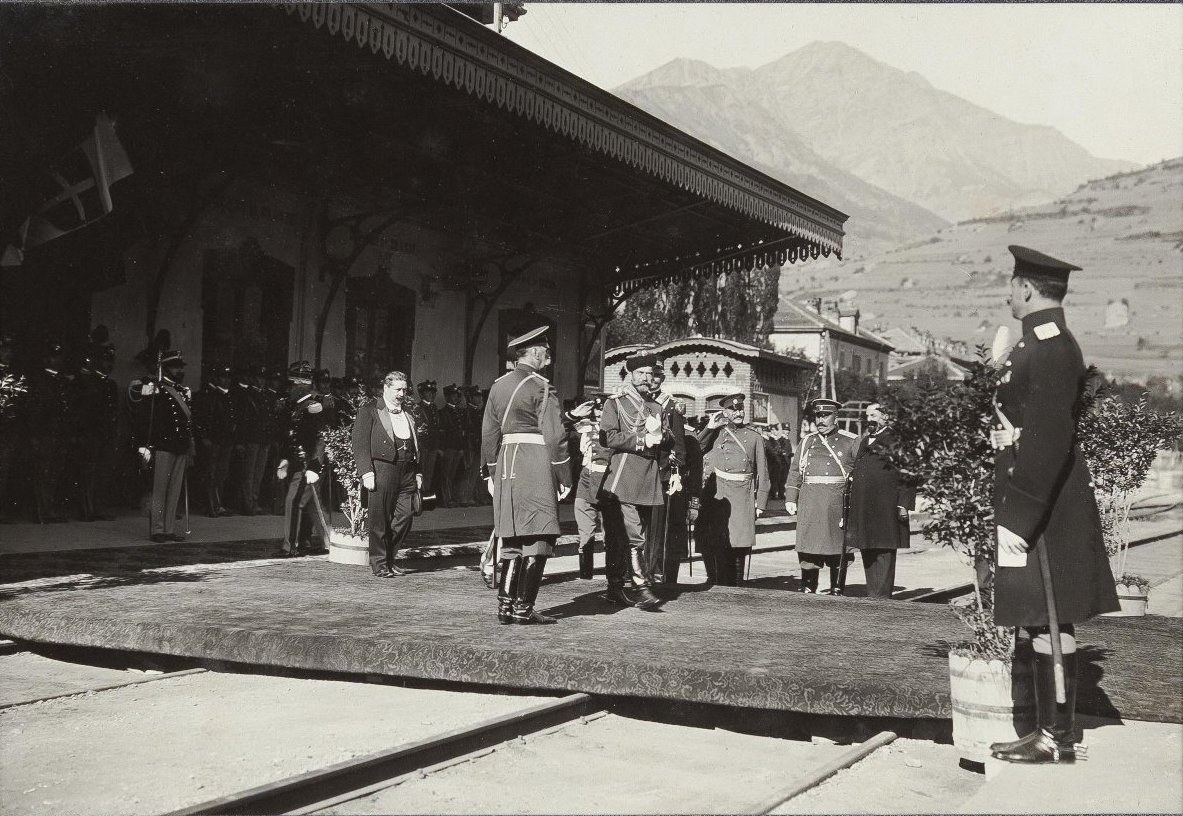
La zar Nicola II nella stazione di Bardonecchia, 23 ottobre 1909.

## Storia
La stazione venne attivata il 16 ottobre 1871, all'apertura della tratta da Bussoleno a Modane della ferrovia del Frejus.
Il 10 luglio 1912 venne attivato l'esercizio a trazione elettrica a corrente alternata trifase della tratta da Bardonecchia a Salbertrand; il 20 maggio 1915 seguì la tratta fino a Modane, comprendente il traforo del Frejus. L'intera linea venne convertita alla corrente continua il 28 maggio 1961.
Per l'alimentazione della linea di contatto venne realizzata dalle stesse FS una nuova centrale idroelettrica presso Rochemolles, per raggiungere la quale venne posta in opera una ferrovia di servizio a scartamento ridotto, il cui capolinea meridionale era raggiungibile per mezzo di una funicolare; questa era collegata alla stazione tramite un raccordo che aveva origine da una piattaforma girevole.

## Strutture ed impianti

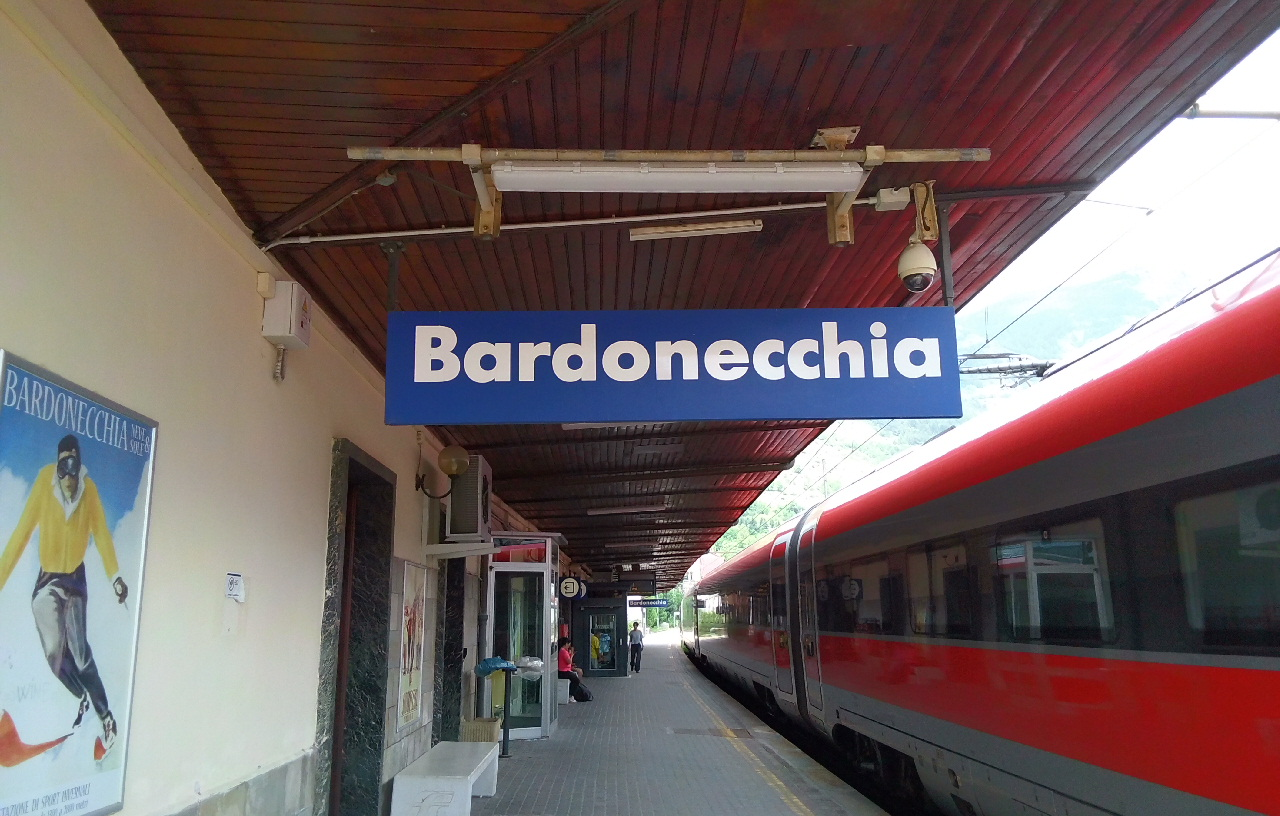
Stazione di Bardonecchia, binario 1 con accanto il fabbricato viaggiatori

La stazione dispone di un fabbricato viaggiatori che, nella sua attuale conformazione, fu costruito nel 1933 su progetto dell'architetto Roberto Narducci. All’interno del fabbricato trovano posto diversi servizi quali la sala d’attesa (momentaneamente chiusa), la biglietteria automatica e il bar-ristorante.

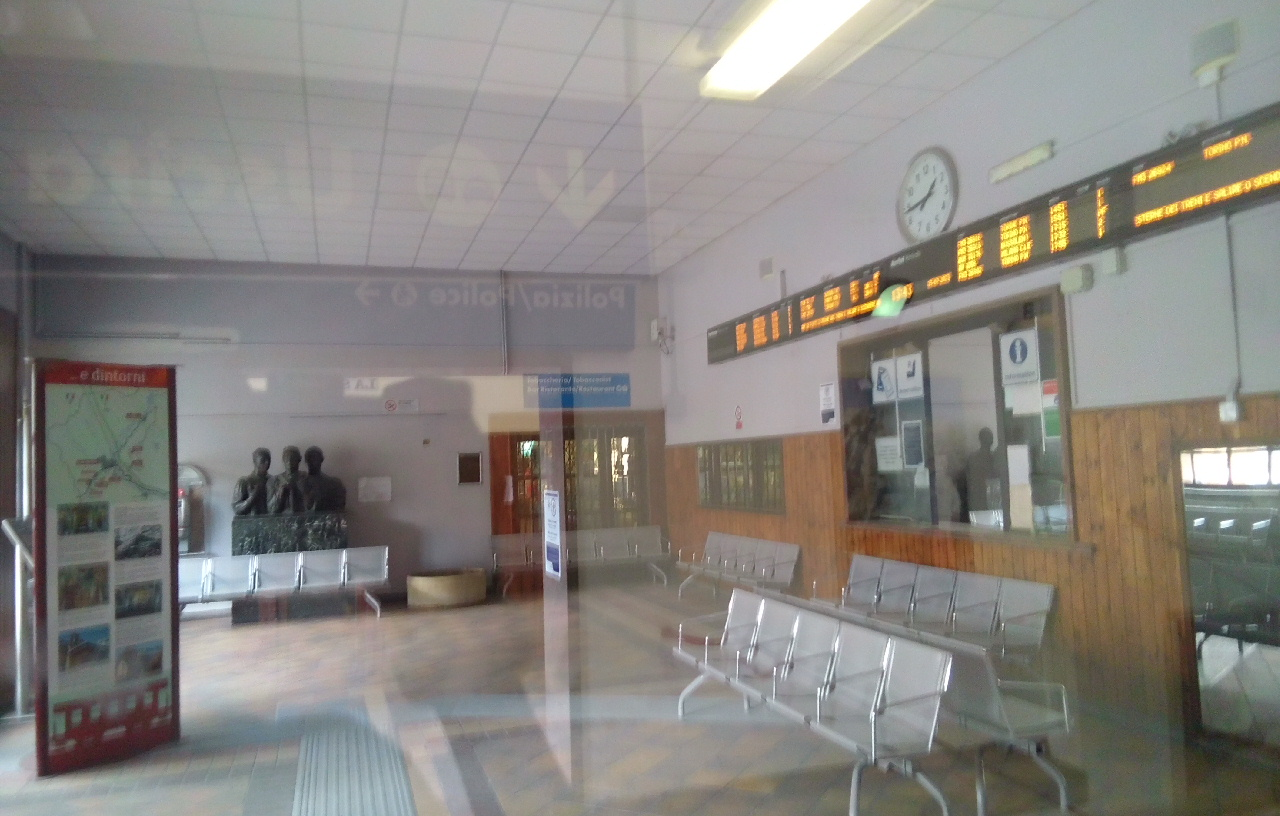
Sala d'attesa della stazione vista attraverso una porta a vetri

Sono presenti cinque binari più un ulteriore a servizio del tronco lavori: di questi, tre sono dedicati al traffico passeggeri. Il primo binario è servito da una apposita banchina ed è collegato anche alla banchina ad isola che serve i binari 2 e 3.

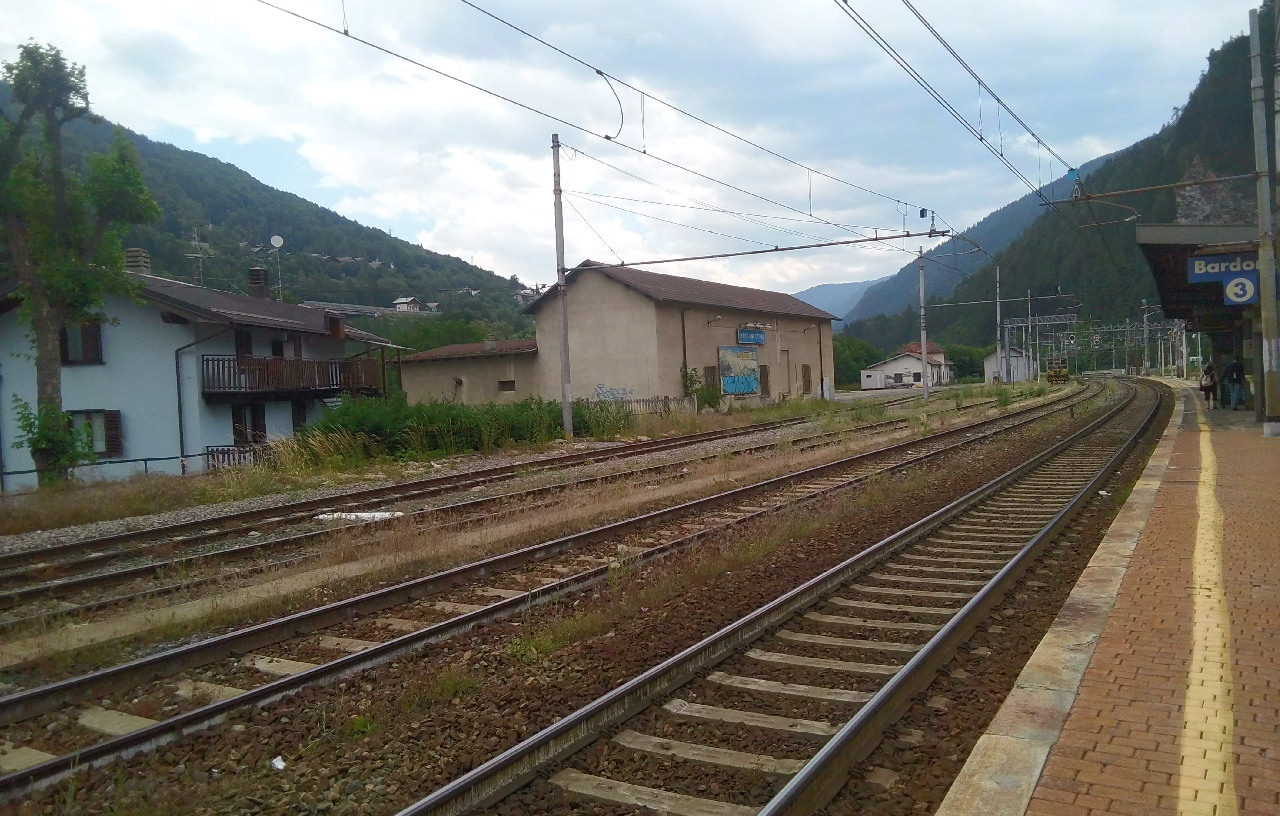
Binari di servizio visti dalla banchina dei binari 2 e 3

Sono presenti anche vecchi edifici come ex-magazzini e depositi, la maggior parte conservati in buone condizioni. Uno di questi, situato accanto alla banchina del binario 1 direzione Traforo è stato adibito a sottostazione elettrica.

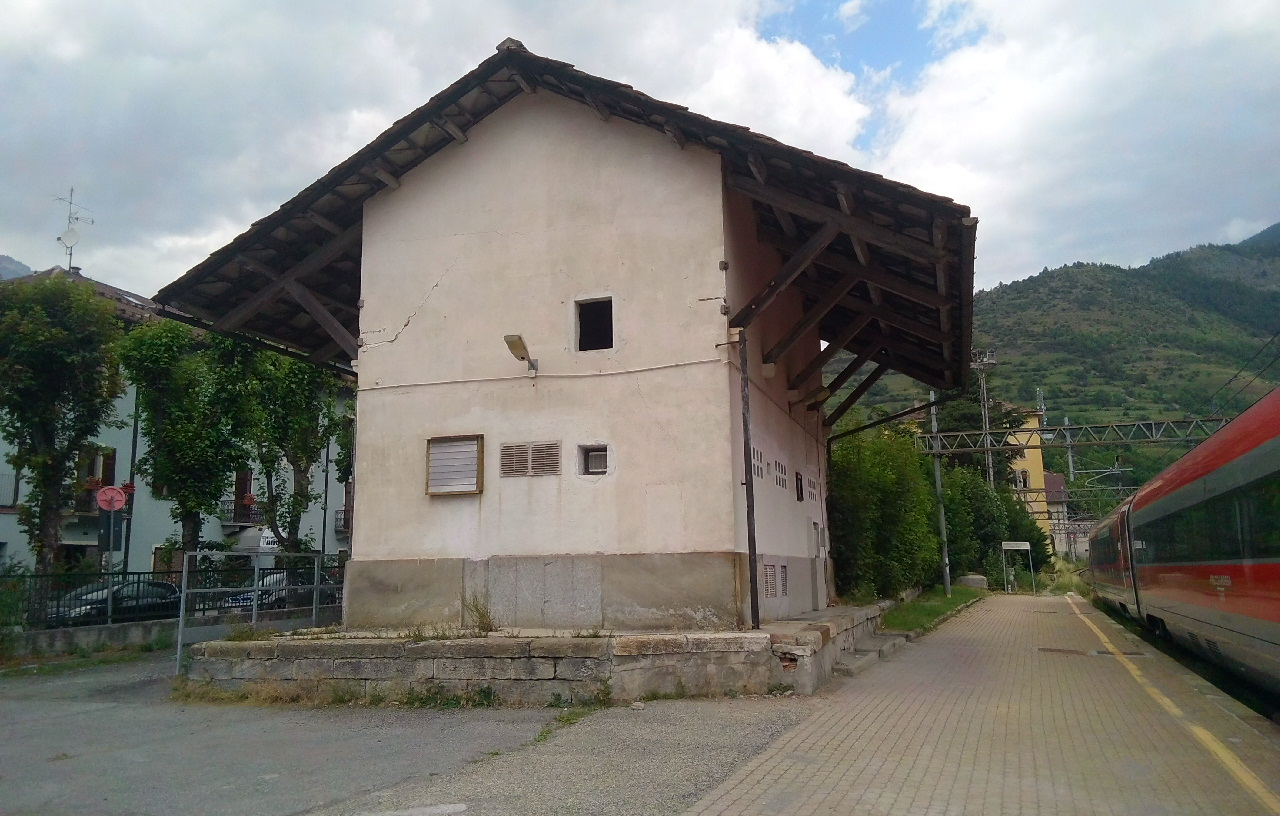
Ora Sottostazione Elettrica

La stazione dispone anche di un ufficio Drezione del Movimento con tecnologia ACEI e con monitor collegati alle videocamere di sorveglianza.

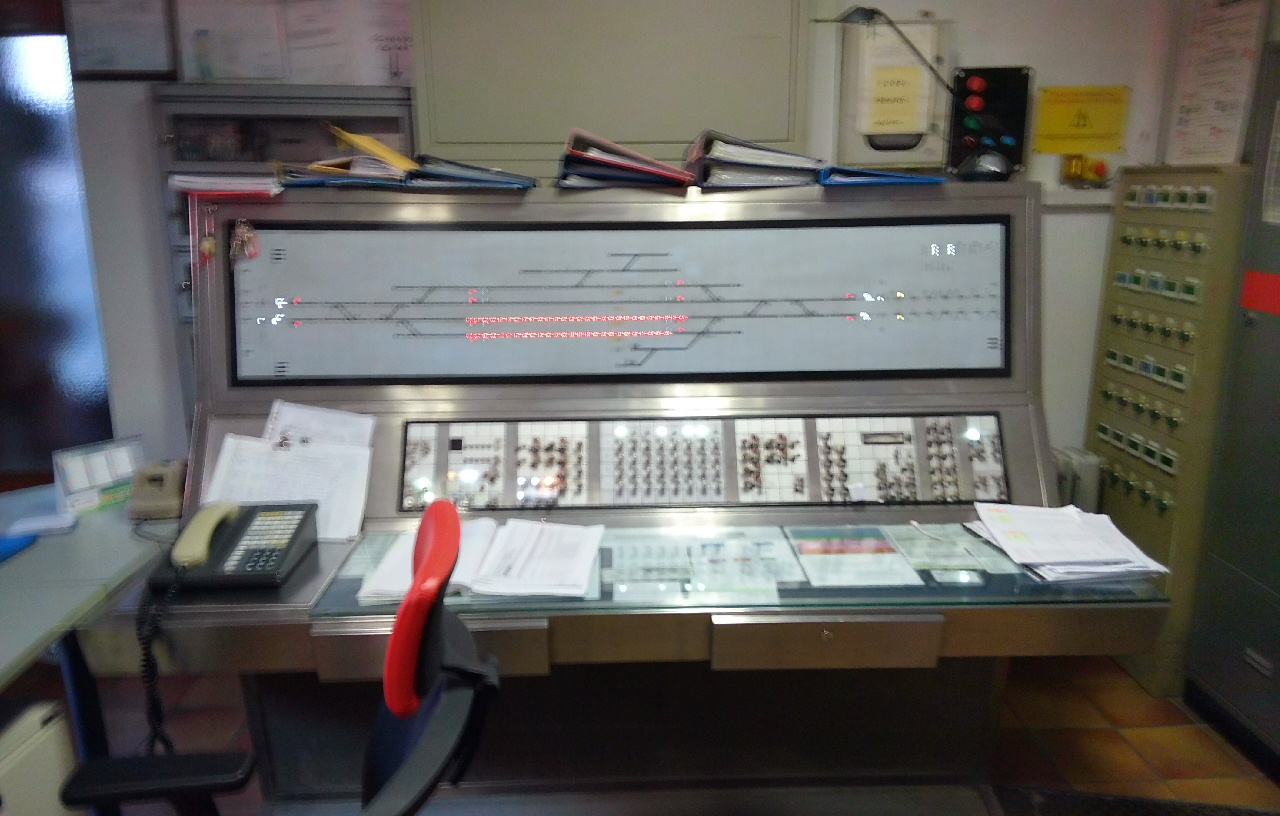
ACEI della stazione di Bardonecchia

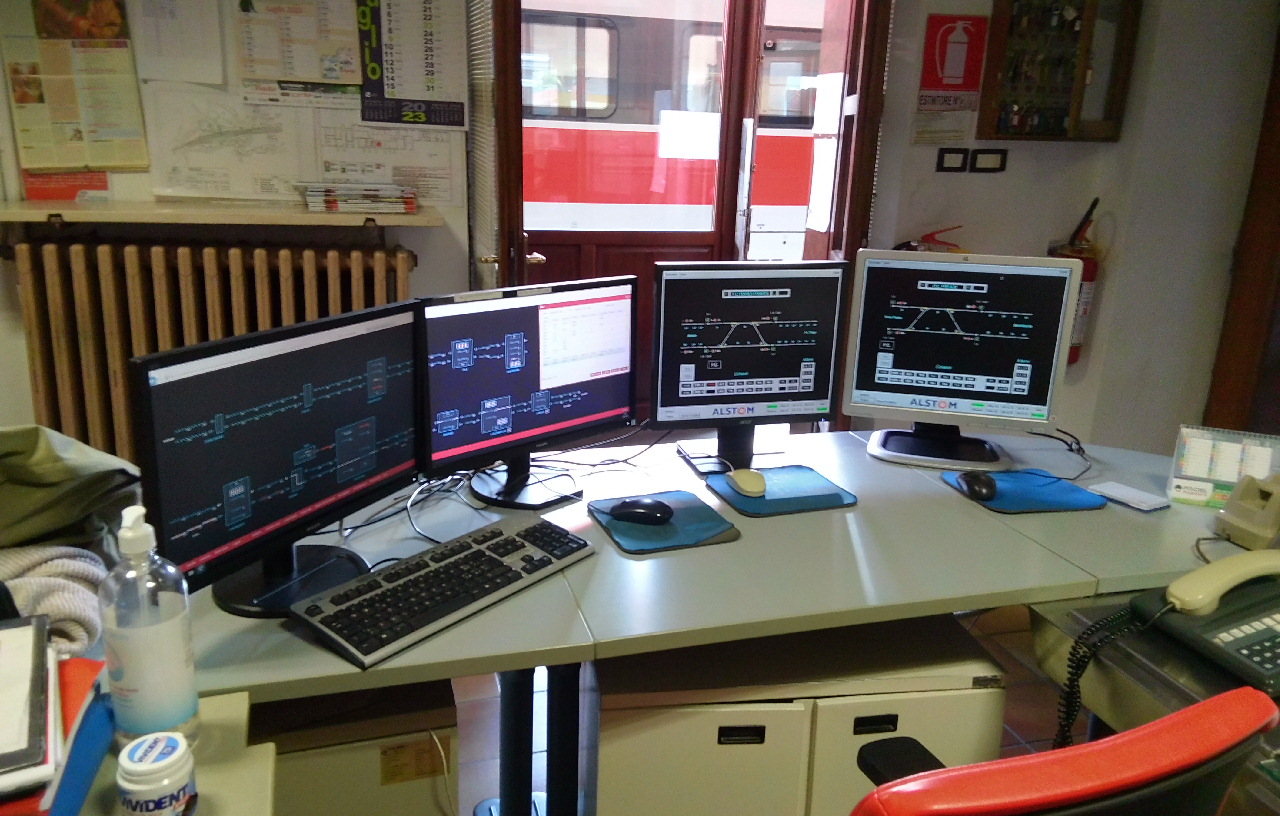

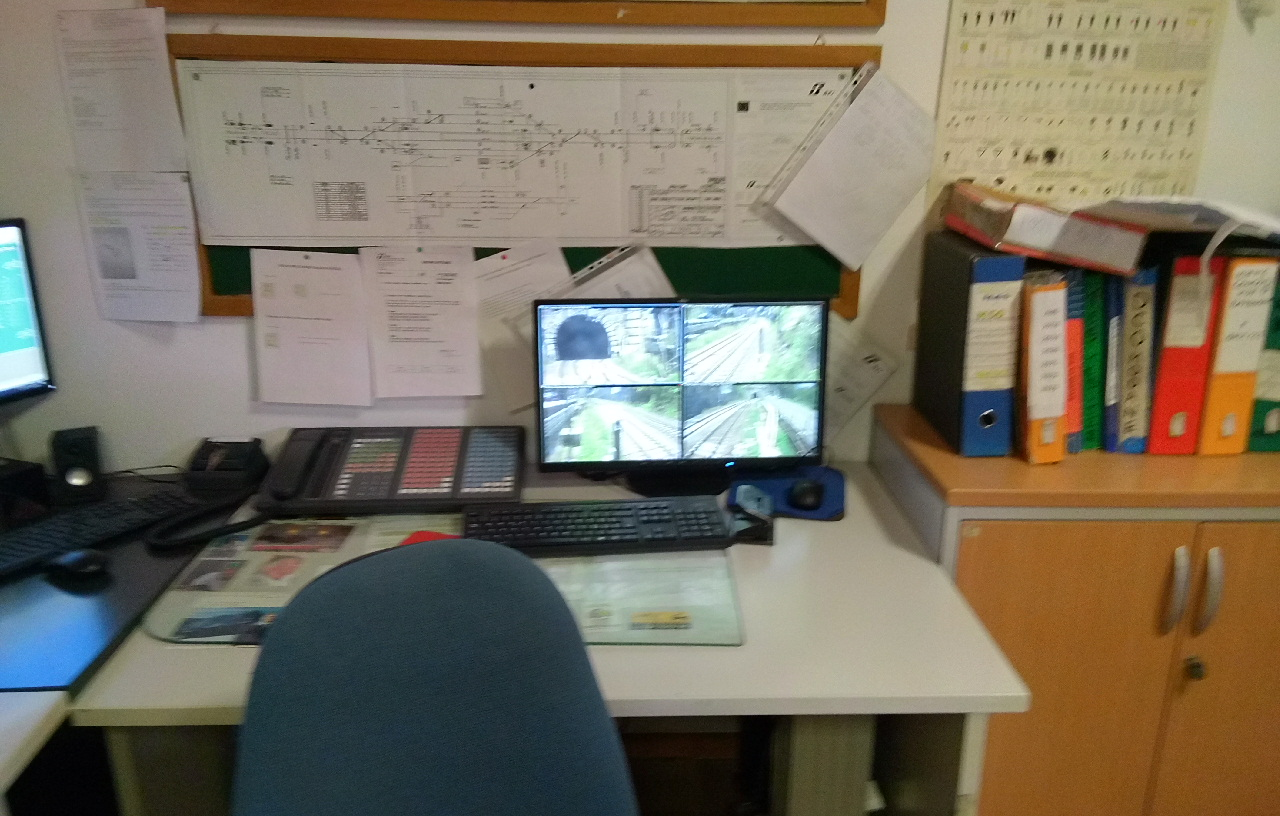
Telecamere di sorveglianza

## Movimento
La stazione è servita da treni regionali della linea 3 del servizio ferroviario metropolitano di Torino, effettuati da Trenitalia nell'ambito del contratto di servizio stipulato con la Regione Piemonte. La stazione è servita giornalmente anche da una coppia di Frecciarossa Milano-Parigi (e viceversa) e, solo nei weekend, da una coppia di Frecciarossa da/per Napoli e da una coppia di InterCity da/per Genova.

## Servizi
L'impianto è classificata da RFI nella categoria "Silver".
La stazione dispone di:
- Biglietteria automatica
- Bar
- Servizi igienici
- Ristorante

## Interscambi
- Stazione taxi
- Fermata autobus